# Nina Simone and Piano!
Nina Simone and Piano! è un album della cantante e pianista jazz Nina Simone pubblicato nel gennaio del 1969.

## Tracce
Lato A
1. Seems I'm Never Tired Lovin' You – 2:58 (Carolyn Franklin)
2. Nobody's Fault but Mine – 2:56 (Nina Simone)
3. I Think It's Going to Rain Today – 3:18 (Randy Newman)
4. Everyone's Gone to the Moon – 3:05 (Jonathan King)
5. Compensation – 1:35 (Paul Laurence Dunbar, Nina Simone)

Durata totale: 13:52
Lato B
1. Who Am I – 4:09 (Leonard Bernstein)
2. Another Spring – 3:29 (Andy Badale, John Clifford)
3. The Human Touch – 2:07 (Charles Reuben)
4. I Get Along Without You Very Well (Except Sometimes) – 4:45 (Hoagy Carmichael)
5. The Desperate Ones – 4:38 (Jacques Brel, Eric Blau, Gérard Jouannest, Mort Shuman)

Durata totale: 19:08
Edizione CD del 2001, pubblicato dalla BMG Records (07863 68100 2)
1. Seems I'm Never Tired Lovin' You – 2:58 (Carolyn Franklin)
2. Nobody's Fault but Mine – 2:56 (Nina Simone)
3. I Think It's Going to Rain Today – 3:18 (Randy Newman)
4. Everyone's Gone to the Moon – 3:05 (Jonathan King)
5. Compensation – 1:35 (Paul Laurence Dunbar, Nina Simone)
6. Who Am I – 4:09 (Leonard Bernstein)
7. Another Spring – 3:29 (Andy Badale, John Clifford)
8. The Human Touch – 2:07 (Charles Reuben)
9. I Get Along Without You Very Well (Except Sometimes) – 4:45 (Hoagy Carmichael)
10. The Desperate Ones – 4:38 (Eric Blau, Gérard Jouannest, Mort Shuman)
11. Music for Lovers – 4:23 (Bart Howard) – Bonus Track
12. In Love in Vain – 2:29 (Jerome Kern, Leo Robin) – Bonus Track
13. I'll Look Around – 5:12 (George Cory, Douglas Cross) – Bonus Track
14. The Man with the Horn – 3:41 (Edgar DeLange, Truman Elliot Jenney, Bonnie Lake) – Bonus Track

Durata totale: 48:45

## Musicisti
- Nina Simone - voce, pianoforte, organo, tamburello